# Acer heldreichii
Espèce
Classification phylogénétique
Répartition géographique
Acer heldreichii, encore appelé érable des Balkans, est une espèce de plante appartenant à la famille des Aceraceae
La sous-espèce Acer heldreichii heldreichii se rencontre dans les Balkans : en Grèce, en Albanie, en Macédoine du Nord, en Bulgarie, en Serbie, en Bosnie et au Monténégro. La sous-espèce Acer heldreichii trautvetteri se rencontre en Turquie (dans le nord de l'Anatolie mais aussi Turquie d'Europe), en Géorgie, en Arménie, en Azerbaïdjan et en Russie (dans le Caucase).